# Leyden (formaggio)
Il Leyden, in olandese Leidse kaas, è un formaggio a pasta gialla semidura contenente cumino, prodotto nei Paesi Bassi, nella zona di Leida, a partire da latte vaccino semi-scremato.

## Caratteristiche
Il Leidse kaas è il più comune tipo di komijnekaas (formaggi aromatizzati al cumino) dei Paesi Bassi.
La sua forma è molto simile al Gouda, ma le sue forme sono più spigolose. Ha inoltre una minore percentuale di grassi (dal 30 al 40%). Il peso delle sue forme varia dai 3 kg ai 9 kg.
Composizione: acqua 40,6%, grassi 13,5%, proteine 37,3%